# Bobrowa (województwo opolskie)
Bobrowa – wieś w Polsce położona w województwie opolskim, w powiecie oleskim, w gminie Rudniki.
Bobrowa liczy ok. 295 mieszkańców.
Na przełomie czerwca i lipca w Bobrowie odbywają się Międzynarodowe Zawody Drwali. Pierwsza (regionalna) edycja zawodów odbyła się w roku 2000. Poza drwalami z Polski w zawodach biorą udział też zawodnicy z Czech, Francji, Niemiec, Słowacji, Szwecji, Ukrainy oraz, od 2007 r. Estonii. Rywalizują oni w następujących konkurencjach: obalanie, przygotowanie pilarki do pracy, złożona przeżynka kłód, dokładność przeżynki, okrzesywanie.
Charakter zabudowy: przydrożny. Bobrowa leży na trasie nadzalewowej rzeki Piskary (Piskorki), w obrębie zlewni Warty, na wysokości 219 - 223,5 m n.p.m.
W okresie międzywojennym stacjonowała w miejscowości placówka Straży Celnej „Bobrowa”.
W latach 1975–1998 miejscowość położona była w województwie częstochowskim.